# Рагби (район)
Рагби (англ. Rugby) — неметрополитенский район (англ. Non-metropolitan district) со статусом боро в графстве Уорикшир (Англия). Административный центр — город Рагби.

## География
Район расположен в восточной части графства Уорикшир, граничит с графствами Уэст-Мидлендс на западе, Нортгемптоншир и Лестершир на востоке.

## Состав
В состав района входит город Рагби

и 41 община (англ. Civil parish).